# 百度知道
百度知道是中国公司百度旗下基于搜索的互动式知识问答分享平台。该网站通过积分制鼓励用户提交问题的答案，系统会自动归类用户的答案，并将其作为搜索结果提供给其他有类似疑问的用户。百度知道于2005年6月21日发布，2005年11月8日转为正式版，截至2014年9月10日自称解决问题数突破330117543條。2012年3月，百度知道發佈「百度知道臺灣版」。

## 使用規則

### 积分体系
百度知道使用双积分体系，即分为成长值和财富值两部分。成长值可获得，与高质量回答数、采纳率共同决定用户在百度知道的等级；财富值可获得亦可消费。
新進注册用户可以获得20分财富值与20成长值，註冊後的每一天首次登錄可加2点成长值；提问者还可以付出一定的财富懸賞作为回答者的奖励以提高问题关注度，回答可获得视是否被采纳与赞同数而获得不等的经验值与财富值；匿名提问、问题或回答被删除则要扣除财富值或积分值。

### 提问回答
在百度知道使用完整服务（如发布问题）都需要注册并登录百度帳號，否则只有搜索和浏览的权限。提问后，系统将各个回答者的答案列在问题之下，提问者可选出最佳答案或修改分类或通过追加悬赏财富值以提高问题关注度。回答若被提问者采纳，回答者会获得用户的悬赏财富值外，系统还會額外奖励20财富值。若被网友采纳、选为精彩答案或回答“难题榜”问题等等则会获得其他不等的积分。

### 审查处罚
自问自答与转分等行为经发现后会扣除积分或封禁账号，此外，百度知道进行严格的自我审查以符合法律法规。如果管理员认为某些问题的內容不恰当便会进行删除，若提问者坚持重复提问違反規定的問題，則會被封禁用戶帳號。

### 用户体系
百度知道的用户体系将用户分为普通用户、“知道之星”、管理员及认证专家等。用户达到一定等级、回答问题数量与质量，可参选“知道之星”，获得不等的积分奖励。管理员具有特殊权限，如转移问题的分类、处理问题与推荐优质答案，等等。百度知道也对一些企业或个人认证，被认证者拥有专页与标识，其答案可优先展示。用户也可以组成团队回答问题，为团队获得积分，并由团长分配积分。

## 网站评价
- 武汉大学信息管理学院讲师邓胜利认为百度知识超越传统百科全书，以类似人工智能的方式汇聚知识[24]，“是对过分依靠技术的搜索引擎的一种人性化完善”[25]。
- 华东师范大学信息学系的张兴刚与袁毅认为：百度知道有较严格的专家考核与管理制度，但在实际管理中未得到很好执行；在对电脑网络与商业经济类问题分析后，认为百度知道在这两方面回答质量比雅虎知识堂、爱问知识人好。[26]
- 中山大学资讯管理系的高琦在对百度知道与图书馆参考咨询的服务质量进行对比分析时认为，百度知道与图书馆参考咨询相比在学术性较强的问题回答上处于劣势。百度知道的回答一般为较简单的科普性问题，而对一些专业性较强、回答程序较复杂的问题，百度知道“显得心有余而力不足”。[27]
- 中国人民大学信息学院副院长左美云与硕士研究生姜熙认为：百度知道依据用户已回答的问题选择类似的问题推荐给用户的方式个性化程度不高，未考虑用户的偏好和浏览历史，准确度也不够，没有对问题回答质量进行区分[28]。

## 参看
- 爱问知识人
- Yahoo!奇摩知識+
- 知乎
- 百度小桔灯

## 延伸阅读
- 邓胜利. . 情报资料工作 (北京市: 情报资料工作编辑部). 2009, (3). ISSN 1002-0314.
- 张兴刚;袁毅;. . 图书馆学研究. 2009年3月, (6)  [2014-01-26]. ISSN 1001-0424. （原始内容存档于2014-02-02）.
- 高琦. . 图书馆学研究 (吉林省长春市). 2008年5月, (10): 90–93. ISSN 1001-0424.
- 左美云  姜熙. . 中国信息界 (北京市: 中国信息界杂志编辑部). 2010年11月, (11): 27–32  [2014-01-26]. ISSN 1671-3370. （原始内容存档于2014-02-02）.